# Rita Sacchetto
Rita Sacchetto, nata Margherita Sacchetto (Monaco di Baviera, 15 gennaio 1880 – Genova, 18 gennaio 1959), è stata una ballerina e attrice tedesca.
Lavorò nel cinema muto, ma solo in un paio di film tedeschi. La sua carriera cinematografica si svolse essenzialmente in Danimarca.

## Biografia

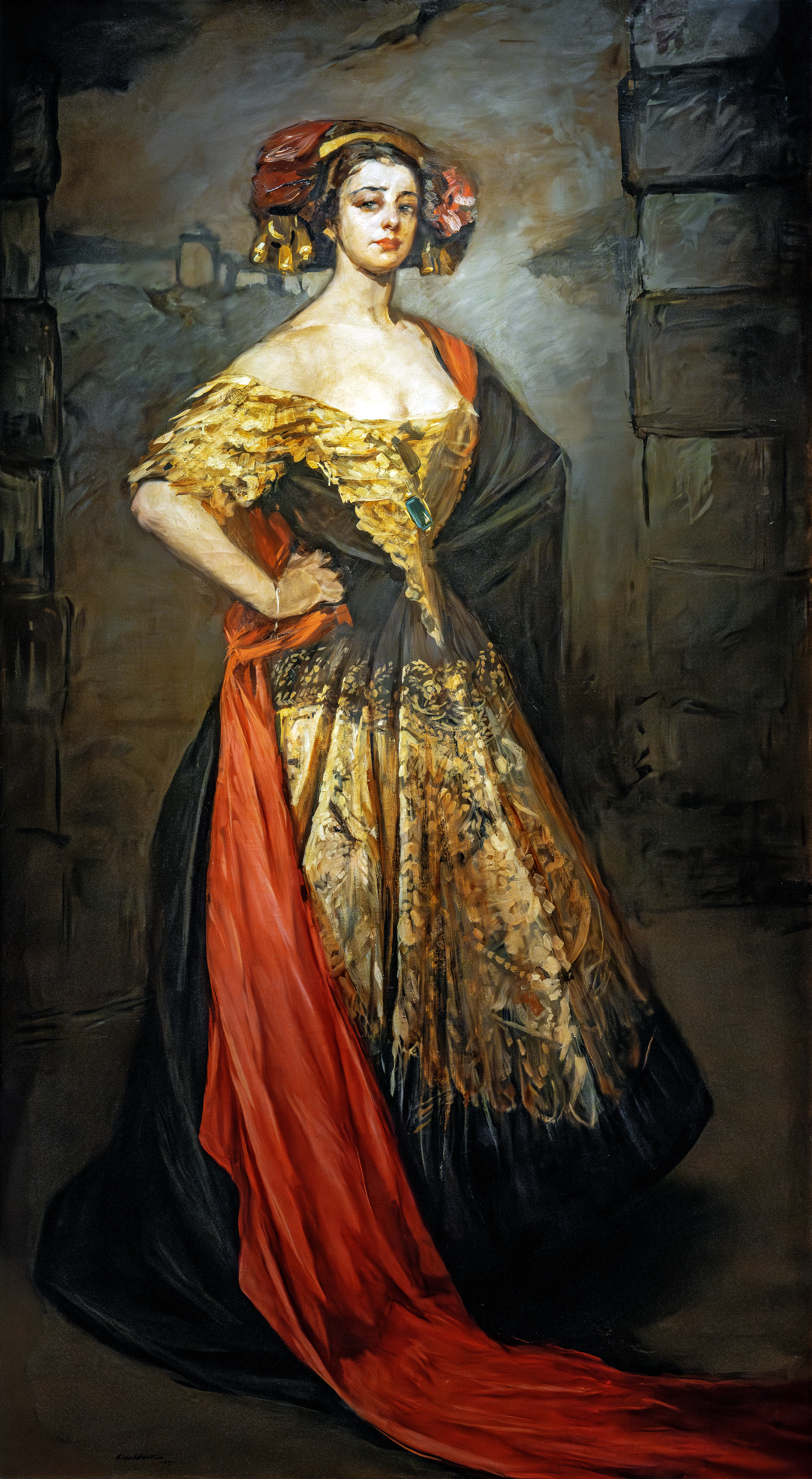
Rita Sacchetto 1911 - Lino Selvatico

Nata a Monaco di Baviera, suo padre era originario di Venezia e sua madre dell'impero austro-ungarico.  Si appassionò al ballo decidendo di dedicarvisi completamente dopo aver assistito nel 1902 a uno spettacolo di Isadora Duncan. Completato il suo corso di formazione, Rita Sacchetto debuttò in scena nel 1905 al Münchner Künstlerhaus. Nelle sue performance, si rifaceva alla tradizione dei tableaux vivants, ispirandosi a quadri di famosi pittori come Thomas Gainsborough o Joshua Reynolds. Danzava sarabande, minuetti, gavotte, danze popolari ungheresi, la tarantella di Chopin, musiche di Johann Strauß e così via.
Venne invitata a Vienna dalla Galerie Miethke. Le sue interpretazioni entusiasmarono pittori come Gustav Klimt, Koloman Moser e Josef Hoffmann. Tra il 1908 e il 1909, fece un tour nel Nord e nel Sud America e, su invito di Loïe Fuller, danzò come ballerina solista al Metropolitan di New York. Nel 1910, fece un tour anche in Russia.
A Parigi, indossando un costume da imperatrice Eugenia, danzò per il celebre sarto francese Paul Poiret. Iniziò a lavorare anche per il cinema, esordendo come attrice nel 1913 per la Nordinsk, una casa di produzione danese. Girò circa una ventina di film e ne sceneggiò anche uno. Nel 1914, si trasferì a Monaco di Baviera dove diresse una scuola di danza. Tra le sue allieve, vi furono Rahel Sanzara, Anita Berber e Dinah Nelken. Nei suoi spettacoli, pur senza essere stata una sua allieva, apparve anche Valeska Gert.
Il 5 maggio 1917, Rita Sacchetto sposò il conte polacco August Zamoyski il quale andò a vivere in Polonia. Tornata a Monaco, vi abitò ancora per un anno. Dopo un incidente, decise di lasciare le scene e la Germania per ritornare in Polonia con il marito. Nel 1930, la coppia si stabilì in Italia.
Rita Sacchetto morì nel quartiere Nervi, a Genova, all'età di 79 anni nel gennaio 1959.

## Filmografia

### Attrice
- Mens Pesten raser, regia di Holger-Madsen (1913)
- Ballettens Datter, regia di Holger-Madsen (1913)
- Den hvide Dame, regia di Holger-Madsen (1913)
- Fra fyrste til knejpevært, regia di Holger-Madsen (1913)
- Uden Fædreland, regia di Holger-Madsen (1914)
- Et Haremsæventyr, regia di Holger-Madsen (1915)
- Trold kan tæmmes, regia di Holger-Madsen (1915)
- En Død i Skønhed, regia di Robert Dinesen (1915)
- Et huskors, regia di Holger-Madsen (1915)
- Tempeldanserindens elskov, regia di Holger-Madsen (1915)
- Naar Hævngløden slukkes, regia di Robert Dinesen (1915)
- Die Nixenkönigin, regia di Louis Neher (1916)
- Den skønne Evelyn, regia di A.W. Sandberg (1916)
- Grevinde Hjerteløs, regia di Holger-Madsen (1916)
- Rovedderkoppen, regia di August Blom (1916)
- Fyrstindens skæbne, regia di George Schnéevoigt (1916)
- Det gaadefulde Væsen, regia di Lau Lauritzen Sr. (1916)
- Sabina, regia di Louis Neher (1917)
- Hvor Sorgerne glemmes, regia di Holger-Madsen (1917)

### Sceneggiatrice
- En Død i Skønhed, regia di Robert Dinesen (1915)